# Krystyna Ziętak
Krystyna Ziętak (ur. 1943) – polska matematyk, doktor habilitowany nauk matematycznych, specjalizująca się w metodach numerycznych algebry liniowej.

## Życiorys

### Kariera akademicka
Absolwentka Liceum Ogólnokształcącego im. Henryka Sienkiewicza w Nowej Rudzie. Ukończyła studia matematyczne na Uniwersytecie Wrocławskim w roku 1966. Stopień doktora otrzymała w 1972 r. na UWr. na podstawie rozprawy Funkcje wymierne z metody naprzemiennych kierunków, napisanej pod kierunkiem prof. Stefana Paszkowskiego. Po przedstawieniu w 1990 r. rozprawy habilitacyjnej pt. Aproksymacja macierzy i związane z nią równania macierzowe otrzymała na Uniwersytecie Wrocławskim stopień doktora habilitowanego.
Była pracownikiem Uniwersytetu Wrocławskiego w latach 1966–2001, od roku 1995 na stanowisku profesora nadzwyczajnego. Pełniła funkcje zastępcy dyrektora ds. naukowych Instytutu Informatyki (w latach 1996–1999) i kierownika Zakładu Metod Numerycznych (w latach 1992–1996 oraz 1999–2001). Otrzymała kilkanaście nagród rektora Uniwersytetu Wrocławskiego za działalność naukową i organizacyjną. Zespół kierowany przez prof. Macieja M. Sysło, którego była członkiem, otrzymał w roku 1993 nagrodę zespołową Ministra Edukacji Narodowej za opracowanie pakietu oprogramowania edukacyjnego wspomagającego studia informatyczne.
Brała udział w opracowywaniu bibliotek podprogramów numerycznych dla komputerów Odra 1204, Odra 1305 i R-32, produkowanych przez Elwro.
W latach 2001–2013 była zatrudniona na stanowisku profesora nadzwyczajnego na Wydziale Podstawowych Problemów Techniki Politechniki Wrocławskiej. W roku 2013 dostała Pamiątkowy Medal „Zasłużony dla Wydziału Podstawowych Problemów Techniki”.
Jest autorką około 50 prac naukowych. Głównym obszarem jej zainteresowań naukowych są metody numeryczne algebry i aproksymacja. Recenzowała habilitację, doktoraty oraz artykuły zgłaszane do druku w kilkunastu zagranicznych czasopismach naukowych. Wyniki badań prezentowała na wielu konferencjach zagranicznych, w tym na prestiżowych Sympozjach Householdera. Wypromowała doktor Beatę Laszkiewicz oraz wielu magistrów i licencjatów na studiach informatycznych.
W latach 2007–2022 pracowała we Wrocławskiej Wyższej Szkole Informatyki Stosowanej „Horyzont”.

### Wybrane publikacje
- K. Ziętak, The Chebyshev solution of the linear matrix equation AX+YB=C, „Numerische Mathematik” 46 (1985), 455-478,
- A. Kiełbasiński, K. Ziętak, Numerical behaviour of Higham’s scaled method for polar decomposition, „Numerical Algorithms” 32 (2003), 105-140,
- K. Ziętak, The dual Pade families of iterations for the matrix pth root and the matrix p-sector function, „Journal of Computational and Applied Mathematics” 272 (2014), 468-486,
- J.R. Cardoso, K. Ziętak, On a sub-Stiefel Procrustes problem arising in computer vision, „Numerical Linear Algebra with Applications” 22 (2015), 523-547,
- K. Ziętak, From the strict Chebyshev approximant of a vector to the strict spectral approximant of a matrix, „Banach Center Publications” vol. 112 (2017), 307-346,
- G. Hardt-Olejniczak, K. Ziętak, Moduł AL – Algebra Liniowa, w: Elementy informatyki, pakiet oprogramowania edukacyjnego, pod red. M. M. Sysło, t. 2, System MET-NUM, Uniwersytet Wrocławski i OFEK, Wrocław – Poznań 1992.

### Działalność społeczna
Po przejściu na emeryturę zaangażowała się w działalność wolontariacką na rzecz środowiska senioralnego. Prowadzi blog „60+ Wirtualna Kultura dla seniorów” i publikuje artykuły w miesięczniku „Gazeta Senior”. We wrześniu 2020 r. otrzymała za swoją działalność statuetkę Przyjaciel Seniorów, przyznawaną w ramach konkursu organizowanego przez Wrocławskie Centrum Rozwoju Społecznego – Wrocławskie Centrum Seniora.